# Apocalipsă

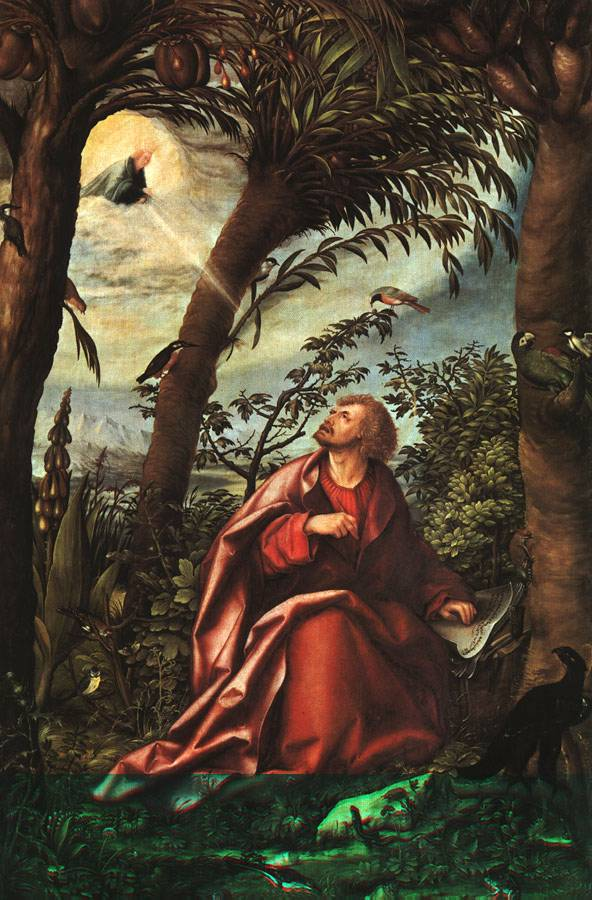
Ioan Teologul scriind Apocalipsa, pictură dintr-un altar pictat de Hans Burgkmair.

Apocalipsa (sau apocalips, în greacă: ἀποκάλυψις, translitarat: apokálypsis, „ridicarea voalului” sau „revelație”) este o specie a literaturii religioase creștine, care cuprinde revelații despre sfârșitul lumii și judecata de apoi. Este caracterizată de un limbaj profetic-vizionar. Scrierile apocaliptice au apărut adesea ca reacție la întâmplări istorice concrete, tematizându-le sub voalul metaforei sfârșitului lumii. Adesea termenul se referă la Apocalipsa lui Ioan, care este ultima carte din Noul Testament.